# أنطوني بانيكوك
انطوني بانيكوك (بالهولندية: Anton Pannekoek) (و. 1873 – 1960 م) هو عالم فلك، ومؤرخ العلم، وفيلسوف، وأستاذ جامعي من مملكة هولندا. كان عضوًا في الحزب الديمقراطي الاجتماعي الألماني. وكان عضوًا في الأكاديمية الملكية الهولندية للفنون والعلوم.
توفي في فاخينينجن، عن عمر يناهز 87 عاماً.

## التعليم
تعلم في جامعة ليدن، وجامعة أمستردام.

## مناصب وهيئات
أدار جامعة أمستردام.

## جوائز
حصل على جوائز منها:
- الميدالية الذهبية للجمعية الفلكية الملكية (1951).